# 맹중리역
맹중리역(孟中里驛)은 조선민주주의인민공화국 평안북도 박천군에 위치한 평의선과 박천선 및 남흥선의 철도역이다. 평의선의 지선인 박천선과 남흥선이 본 역에서부터 분기된다.